# Abel Matutes

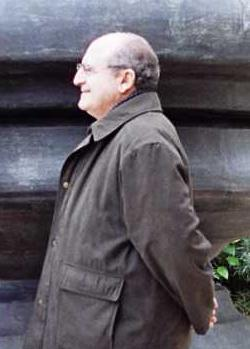
Abel Matutes, 2002

Abel Matutes Juan (* 31. Oktober 1941 in Ibiza) ist ein spanischer Unternehmer und Politiker (Partido Popular) sowie ehemaliger EU-Kommissar.

## Leben
Matutes war von 1970 bis 1971 während der Franco-Diktatur Bürgermeister der Stadt Ibiza. Von 1977 bis 1982 war er Mitglied des spanischen Senats für Ibiza und Formentera und dann bis 1985 Parlamentsmitglied. 1986 wurde er mit dem spanischen EU-Beitritt Europäischer Kommissar, zuständig für kleine und mittelgroße Unternehmen, Kredite und Anlagen sowie finanzielle Instrumente in der Kommission Delors I. 1989 wurde er in der Kommission Delors II zuständig für Mittelmeer- und Lateinamerikapolitik. 1993 wechselte er das Ressort erneut und wurde für Kommissar für Energie, Euratom und Verkehr zuständig, 1994 gab er sein Amt an Marcelino Oreja ab. Von 1996 bis 2000 war er Spaniens Außenminister. Er war auch Vizevorsitzender des Arbeitgeberverbandes der Tourismus-Industrie auf Ibiza.
Seit 2002 ist Matutes einer der Direktoren der Banco Santander.
Heute ist Matutes Mitglied im Aufsichtsrat der TUI. Seine Firma, die Grupo Empresas Matutes, hält seit 2004 Anteile der TUI.
Matutes ist Mitinhaber der Grupo de Empresas Matutes, einem Firmenkonglomerat aus diversen Firmen denen u. a. die Fiesta- und Palladium-Hotelgruppe, und Anteile an den Reedereien Trasmediterránea und Balearia gehören. Er besitzt auf Ibiza die Diskotheken Privilege (die derzeit größte Diskothek der Welt) und Space, verschiedene Immobilien und Hotels sowie die größte Baufirma der Insel. Er gehört zu den einflussreichsten Persönlichkeiten auf Ibiza.
Matutes ist verheiratet und hat vier Kinder: Carmen, María, Abel und Estela. Estela war von 2003 bis 2007 Inselrätin und zuständig für Bauten, Straßen und Verkehr. In ihre Amtszeit fiel u. a. der Autobahnbau auf Ibiza.

## Auszeichnungen
- 1997: Großes Goldenes Ehrenzeichen am Bande für Verdienste um die Republik Österreich[4]